# Râu de Mori (gmina)
Râu de Mori – gmina w Rumunii, w okręgu Hunedoara. Obejmuje miejscowości Brazi, Clopotiva, Ohaba-Sibișel, Ostrovel, Ostrov, Ostrovu Mic, Râu de Mori, Sibișel, Suseni, Unciuc i Valea Dâljii. W 2011 roku liczyła 3153 mieszkańców.